# Kryscina Cimanouska
Kryscina Siarhiejeuna Cimanouska, Krystsina Tsimanouskaya (biał. Крысціна Сяргееўна Ціманоўская; ur. 19 listopada 1996 w Klimowiczach) – białoruska lekkoatletka specjalizująca się w biegach sprinterskich. Od 2023 roku reprezentuje Polskę.
W 2015 zajęła 6. miejsce w biegu na 100 metrów podczas mistrzostw Europy juniorów w Eskilstunie. Dwa lata później zdobyła na tym dystansie srebrny medal młodzieżowych mistrzostw Europy. W 2019 wygrała bieg na 200 metrów podczas Uniwersjady rozgrywanej w Neapolu. Uczestniczka mistrzostw Europy i świata oraz halowych mistrzostw Europy i świata.
Złota medalistka mistrzostw Białorusi oraz reprezentantka kraju na drużynowych mistrzostwach Europy.

## Osiągnięcia
| Rok  | Impreza                                 | Miejsce    | Konkurencja        | Pozycja    | Wynik       | Reprezentacja |
| ---- | --------------------------------------- | ---------- | ------------------ | ---------- | ----------- | ------------- |
| 2015 | Mistrzostwa Europy juniorów             | Eskilstuna | bieg na 100 m      | 6. miejsce | 11,85       | BLR           |
| 2015 | Mistrzostwa Europy juniorów             | Eskilstuna | bieg na 200 m      | eliminacje | 24,51       | BLR           |
| 2017 | Halowe mistrzostwa Europy               | Belgrad    | bieg na 60 m       | półfinał   | 7,39        | BLR           |
| 2017 | Młodzieżowe mistrzostwa Europy          | Bydgoszcz  | bieg na 100 m      | 2. miejsce | 11,54       | BLR           |
| 2017 | Młodzieżowe mistrzostwa Europy          | Bydgoszcz  | bieg na 200 m      | 4. miejsce | 23,32       | BLR           |
| 2018 | Halowe mistrzostwa świata               | Birmingham | bieg na 60 m       | eliminacje | 7,37        | BLR           |
| 2018 | Mistrzostwa Europy                      | Berlin     | bieg na 100 m      | półfinał   | 11,34       | BLR           |
| 2018 | Mistrzostwa Europy                      | Berlin     | bieg na 200 m      | półfinał   | 23,03       | BLR           |
| 2019 | Halowe mistrzostwa Europy               | Glasgow    | bieg na 60 m       | 7. miejsce | 7,26        | BLR           |
| 2019 | Uniwersjada                             | Neapol     | bieg na 100 m      | 6. miejsce | 11,44       | BLR           |
| 2019 | Uniwersjada                             | Neapol     | bieg na 200 m      | 1. miejsce | 23,00       | BLR           |
| 2019 | I liga drużynowych mistrzostw Europy    | Sandnes    | bieg na 200 m      | 2. miejsce | 23,81       | BLR           |
| 2019 | Mistrzostwa świata                      | Doha       | bieg na 200 m      | eliminacje | 23,22       | BLR           |
| 2021 | Igrzyska olimpijskie                    | Tokio      | bieg na 100 m      | eliminacje | 11,47       | BLR           |
| 2023 | Mistrzostwa świata                      | Budapeszt  | bieg na 100 m      | eliminacje | 11,32       | POL           |
| 2023 | Mistrzostwa świata                      | Budapeszt  | bieg na 200 m      | półfinał   | 23,34       | POL           |
| 2023 | Mistrzostwa świata                      | Budapeszt  | sztafeta 4 × 100 m | 5. miejsce | 42,66       | POL           |
| 2024 | World Athletics Relays                  | Nassau     | sztafeta 4 × 100 m | –          | DNF (elim.) | POL           |
| 2024 | Mistrzostwa Europy                      | Rzym       | bieg na 200 m      | półfinał   | 23,34       | POL           |
| 2024 | Mistrzostwa Europy                      | Rzym       | sztafeta 4 × 100 m | –          | DNF         | POL           |
| 2024 | Igrzyska olimpijskie                    | Paryż      | bieg na 200 m      | repasaże   | 23,01       | POL           |
| 2024 | Igrzyska olimpijskie                    | Paryż      | sztafeta 4 × 100 m | eliminacje | 42,86       | POL           |
| 2025 | World Athletics Relays                  | Kanton     | sztafeta 4 × 100 m | repasaże   | 43,38       | POL           |
| 2025 | I dywizja drużynowych mistrzostw Europy | Madryt     | sztafeta 4 × 100 m | 5. miejsce | 42,84       | POL           |

## Rekordy życiowe
- bieg na 60 metrów (hala) – 7,21 (18 lutego 2017, Mohylew, 18 stycznia 2019, Mińsk oraz 21 stycznia 2024, Luksemburg)
- bieg na 100 metrów – 11,04 (11 lipca 2018, Mińsk)
- bieg na 200 metrów (stadion) – 22,75 (9 lipca 2023, Warszawa) / 22,60w (11 czerwca 2023, Białystok)
- bieg na 200 metrów (hala) – 23,41 (18 lutego 2024, Toruń)

## Incydent podczas Letnich Igrzysk Olimpijskich w Tokio2020i jego następstwa
1 sierpnia 2021 białoruska biegaczka poinformowała, że w związku z krytyką działań władz sportowych swojego kraju, została odsunięta od udziału w LIO w Tokio, a funkcjonariusze próbowali ją zmusić do wylotu na Białoruś przez Stambuł. Zgłosiła się na policję na lotnisku i w efekcie nie wyleciała z Tokio.
Cimanouska otrzymała w Ambasadzie Rzeczypospolitej Polskiej w Tokio polską wizę humanitarną, a polscy dyplomaci zaoferowali jej opiekę i pomoc w podróży do Polski. Wiceminister Spraw Zagranicznych Marcin Przydacz wyjaśnił 3 sierpnia w wywiadzie dla brytyjskiej stacji Sky News, że dla polskiej strony najistotniejsze jest uniemożliwienie wywiezienia lekkoatletki na Białoruś wbrew jej woli.
5 sierpnia dotarła do Polski. 11 sierpnia poinformowała o kontynuowaniu kariery sportowej w tym kraju.
28 czerwca 2022 nabyła obywatelstwo Rzeczypospolitej Polskiej.

## Odznaczenia i wyróżnienia
- Tytuł honorowy Mistrz Sportu Klasy Międzynarodowej – Białoruś; 2020[4], pozbawiona tytułu po odmowie powrotu do Republiki Białorusi i po przyjęciu pomocy od Rzeczypospolitej Polskiej.

## Życie osobiste
Jest córką Siarhieja i Natalli. Cimanouska miała męża Arsienija Zdaniewicza, biegacza przez płotki, zwycięzcę mistrzostw i zdobywcę pucharów Republiki Białoruś, półfinalista Mistrzostw Europy Juniorów, trener, mistrz sportu RB w lekkoatletyce. Rozwiedli się w 2023 r.